# Mats Olsson (musiker)
Mats Olsson, egentligen Matts Fredrik Olsson, född 3 november 1929 i Adolf Fredriks församling i Stockholm, död 11 september 2013 i Stockholm, var en svensk kompositör, dirigent, kapellmästare, arrangör, musikproducent, musiker (piano) och skivbolagsman.

## Biografi

### 1940-talet
Olsson växte upp i Stockholm, där han tog realexamen 1946 för att sedan direkt gå in för en musikalisk karriär. Han hade redan under skoltiden börjat spela piano i en orkester som spelade jazz- och dansmusik på fester. Under två år efter sin examen studerade han för tre pedagoger: Henry Lindroth lärde honom orgelspel, harmonilära och gehörsspel, Rune Franzén var hans pianolärare, och för Folke Wedar studerade han sång. Sommaren 1948 for han till Uppsala och avlade organistexamen för domkyrkoorganisten Henry Weman. På hösten prövade han in till Kungliga Musikhögskolan och blev den ende av 35 sökande som blev antagen som elev.
Han var föreslagen till stipendiat 1949, men när det kom fram att han under den gångna sommaren spelat dansmusik i Arthur Österwalls orkester på Nöjesfältet, drog man in stipendiet. Han valde då fortsätta sin utbildning genom privata studier: i kontrapunkt och komposition för Hilding Rosenberg, i piano för Sven Brandel och i fiol för John Forsberg.

### 1950–1960
Olsson spelade samtidigt i olika orkestrar och var pianist hos Gösta Törner, Carl-Henrik Norin och Seymour Österwall. Sedan kom han till Thore Ehrling, vars orkester han tillhörde 1953–1957. Det blev spel på Skansen, Bal Palais och under somrarna turnéer i Folkparkerna. Under denna period och in på 1960-talet spelade och samarbetade han med flera av sina musikervänner såsom Lars Gullin, Arne Domnérus, Jan Johansson och Svend Asmussen. Han spelade och turnerade även med flera internationella jazzstjärnor som Stan Getz och Roy Eldridge när de besökte Sverige på 1950-talet.
Sedan Thore Ehrling upplöst orkestern övergick Mats Olsson till grammofonbolaget Electra, där han som orkesterledare i Mats Olssons orkester och arrangör samt producent kom att samarbeta med populära artister som Towa Carson, Lasse Lönndahl och Jan Malmsjö. Han har skrev också det klassiska arrangemanget till Jules Sylvains Det kommer en vår – mera känd som signaturen till Sveriges Radios Svensktoppen. I With love from Sweden från 1958 arrangerade och dirigerade han genomgående svensk musik av bl.a. Evert Taube, Wilhelm Peterson-Berger och Hugo Alfvén. Skivan fick lysande recensioner, blev mycket uppmärksammad under en lång tid framåt i såväl dags- som veckopress och ledde till att han 1959 blev SKAP-stipendiat. With love from Sweden har i början av 1990-talet givits ut på CD.

### 1960–1970
Parallellt med inspelningarna hos Electra var Mats Olsson under första hälften av 1960-talet anställd som musikalisk ledare på Stockholms stadsteater. Han ledde orkestrar till redan befintlig musik men komponerade också originalmusik till Shakespeares Trettondagsafton, vaudevillen På vift i Wien och Alf Henriksons Stockholmskrönika Lax, lax lerbak. Det blev skivinspelningar från de två sistnämnda pjäserna. Särskilt uppmärksammad blev visan ”Det året då eldkvarn brann” från Lax lax lerbak.
1965 lämnade inspelningschefen Carl-Erik Hjelm Electra och Mats Olsson fick på heltid överta hela det musikaliska ansvaret för bolagets skivinspelningar som arrangör, producent och orkesterledare. Mot slutet av 1960-talet hade han och Electra en lång rad skivsuccéer med nya talanger som Lenne Broberg, Claes-Göran Hederström som han vann Melodifestivalen 1968 med låten "Det börjar verka kärlek banne mig", Nina Lizell och Mona Wessman och samarbete med två nya, framgångsrika låtmakare, Peter Himmelstrand och TV-profilen Sven Lindahl. Dessutom producerade han Alf Robertsons allra första album med låten Riv inte vårt kvarter som låg på svensktoppen i 13 veckor med en 1:a plats som bästa placering.

### 1970-, 1980- och 1990-talen
1970 övergick han till grammofonbolaget CBS som inspelningschef/producent där han bland annat kontrakterade Mikael Rickfors och Magnus Uggla och låg bakom ett stort antal skivinspelningar inom pop/rock/visa, vilket fortsatte fram till 1977. Då blev han sin egen genom att starta skivbolaget Planet Records och musikförlaget Planet Music. Bolagets första framgång var en skiva med Trazan och Banarne, Lasse Åbergs och Klasse Möllbergs TV-figurer från en rad populära barnprogram. Åtskilliga svenska samt internationella utgivningar gavs ut fram till 1994.
Han arrangerade och dirigerade bortåt 150 mindre och större TV-program. Under 1980-talet blev hans namn särskilt förknippat med serien Notknäckarna, ett musikaliskt frågesportprogram där han till en början ledde ett renodlat storband för att från 1985 till 1990 utöka orkestern med stråkar. På sitt eget skivbolag gav han ut tre LP-skivor med musik från TV-serien. Han var även ansvarig kapellmästare vid ett flertal melodifestivaler på 1960- och 1970-talet. Från 1950-talet fram till 1990-talet arbetade han som arrangör och producent med ett stort antal svenska artister och skådespelare på skiva och i TV-program.

## Övrigt
Mats Olsson skrev också musik till åtskilliga långfilmer. 1961 blev han anlitad av Göran Gentele, som då spelade in sin tredje film efter eget manus, Tre önskningar med Lars Ekborg och Helena Brodin som två elever vid Musikaliska Akademien. Olssons musik spelades i filmen av en symfoniorkester under ledning av Sixten Ehrling.
Han skrev också utpräglade schlagerlåtar som ”Fönstret mitt emot”, som sjöngs av Claes-Göran Hederström och Nina Lizell både i ett showprogram i TV och på skiva.
Under senare år ställde han upp mera tillfälligt arrangör som i exempelvis ett Frank Sinatra-program med Christer Sjögren. Så sent som 2003 dirigerade han en konsert i Helsingborg med idel egna arrangemang och med Hayati Kafe som solist.
Mats Olsson är begravd på Spånga kyrkogård.

## Priser & utmärkelser
- 1991 – Thore Ehrling-stipendiet

## Diskografi (urval)

### Singlar/EP
- Anni-Frid Lyngstad, (arrangör) Mats Olsson – ”Peter pan” 1969 Singel
- Anna-Lena Löfgren, Mats Olssons orkester – ”Så kom den där våren” 1969 Singel
- Alice Babs, Mats Olssons Orkester – ”Samma gamla låt” 1960 Singel
- Claes-Göran Hederström, Mats Olssons orkester – ”Det börjar verka kärlek banne mig” 1968
- Lenne Broberg, Mats Olssons kör och orkester – ”Mälarö kyrka” 1968 Singel
- Olle Adolphson, Mats Olssons Orkester – ”Gustav Lindströms visa” 1966 EP
- Olle Adolpson, Mats Olssons Kör och Orkester – ”Skattlösa bergen” 1967 EP
- Kjerstin Dellert, Lars Lönndahl, Towa Carson, Tosse Bark, Mats Olssons Kör och Orkester – ”My fair lady” 1964 EP
- Lars Lönndahl, Mats Olsson med sin Kör och Orkester –”Söker du så finner du” 1967 Singel
- Lars Lönndahl, Mats Olssons Orkester – ”Kärleksbrev i sanden” 1964 EP
- Lars Lönndahl, Mats Olssons Orkester – ”Piccolissima Serenata” 1965 EP
- Lars Lönndahl, Mats Olssons Orkester – ”Midnatts-Tango”  1962 EP
- Towa Carson med Mats Olssons Orkester – ”De tre klockorna” 1959 EP
- Towa Carson & Lars Lönndahl, Mats Olsson med sin Kör och Orkester – ”En lilja är vit” 1966 Singel
- Towa Carson & Lars Lönndahl, Mats Olsson med sin Kör och Orkester – ”Visa mig hur man går hem” 1967 Singel
- Towa Carson med Mats Olssons Orkester  - ”Alla har glömt” 1967 Singel
- Jan Malmsjö, Mats Olssons orkester – ”Caterina” 1965 Singel
- Jan Malmsjö, Mats Olsson med sin Orkester – ”Valsa Matilda” 1966 Singel
- Jan Malmsjö, Mats Olsson med sin Orkester – ”Kalle P”  1965 EP
- Jan Malmsjö, Mats Olssons Kör och Orkester – ”Jo” 1966  EP
- Jan Malmsjö, Mats Olsson med Kör och Orkester – ”Stoppa världen-jag vill stiga av” 1966 EP
- Jan Malmsjö, Mats Olssons orkester – ”Mackie kniven” 1966 Singel
- Jan Malmsjö, Mats Olsson med sin orkester – ”Kvinnor och champagne”  1966 Singel
- Jan Malmsjö, Towa Carson, Britt Damberg, Tosse Bark, Lars Lönndahl, Mats Olsson, Mats Olssons Orkester – Walt Disneys Sång-Bok  1964 EP
- Mats Olssons Orkester – ”Riksväg 13”  1963  EP
- Mats Olssons Orkester – ”Stockholmsmelodi”  1960 EP
- Mats Olsson (Med sin Trio) – ”Somewhere” ur West Side Story” 1961 EP
- Mats Olsson & Svend Asmussen – ”Columbine”  1964 EP
- Mats Olssons Orkester – ”Tomtarnas vaktparad” 1965 EP
- Mats Olssons Orkester spelar Wilhelm Peterson Berger – ”Gratulation” 1959 EP
- The Osmond Brothers, Mats Olssons Kvartett – ”Fem smutsiga små fingrar”  1964 Singel

#### LP
- With love from Sweden – Mats Olsson and his orchestra 1958
- Swedish brass - Mats Olsson and his orchestra 1966 LP
- Cocktails for you - Mats Olsson, piano med rytm  1959
- Säg det i toner - Mats Olssons orkester  1960
- Cocktails for two - Mats Olsson 1960
- West side story - Jan Malmsjö, Anna Sundquist, m.fl. Mats Olssons kör och orkester 1961
- Det sjunger någonting inom mej - Mats Olssons Orkester  1963
- My Fair Lady/Annie Get Your Gun – Kjerstin Dellert/Lars Lönndahl m.fl, Mats Olssons orkester 1964
- Jazz under the stars - Arne Domnerus And His Orchestra, Producent: Mats Olsson
- Visor, Olle Adolphson - Mats Olssons orkester 1964
- Visor under tio år , Olle Adolphson – Mats Olssons orkester 1967
- Mats Olsson and his orchestra, Mats Olsson and his orchestra 1964
- Strö lite rosor, Mats Olsson med sin kör och orkester  1965
- The many sides of Svend Asmussen, Svend Asmussen, Mats Olsson and his Orchestra 1963 LP
- Lars Lönndahl, Mats Olsson med sin kör och orkester 1964 LP
- West side story (Towa Carson, Lars Lönndahl, Jan Malmsjö), Mats Olssons orkester  1965 LP
- Jan Malmsjö,  Mats Olsson med sin kör och orkester  1965 LP
- Summer in Sweden, Mats Olssons orchestra  1964 LP
- Visor, Olle Adolphson, Mats Olssons kör och orkester 1966 LP
- En liten fågel flög…, Alf Robertson, Producent: Mats Olsson, 1968 LP
- Mitt eget land, Mats Olsson spelar Olle Adolphson, Mats Olssons orkester  1970 LP
- A house safe for tigers, Lee Hazlewood, Mats Olsson and his orchestra 1975 LP
- Lappland – Mats Olsson med sin orkester 1975
- Semlons gröna dalar, Povel Ramel, Mats Olsson orkester  1977 LP

## Filmmusik (i urval)
- 1960 – Tre önskningar
- 1960 – The proud city
- 1963 – Olle Olsson-Hagalund
- 1964 – Svenska bilder
- 1964 – Älskling på vift
- 1967 – En sån strålande dag
- 1969 – Ur kärlekens språk
- 1969 – Eva - den utstötta
- 1970 – Skräcken har 1000 ögon
- 1970 – Mera ur Kärlekens språk
- 1970 – Kyrkoherden
- 1971 – Lockfågeln
- 1971 – Kärlekens XYZ
- 1972 – Mannen från andra sidan
- 1975 – Må vårt hus förskonas från tigrar
- 1980 – Och skeppets namn var Gigantic